# Fritz Gustaf Sundelöf
Fritz Gustaf Sundelöf, pseudonym Fritz-Gustaf, född 1 december 1895 i Åmåls stadsförsamling, Älvsborgs län, död 28 augusti 1974 i Katarina församling, Stockholm, var en svensk sångtextförfattare, låtskrivare, manusförfattare och schlagerforskare med en omfattande produktion. 

## Biografi
Fritz Gustaf Sundelöf var utlärd bagare och konditor och arbetade i faderns bageri i hemstaden Åmål men han hade även tillfälliga anställningar i bl.a. Borås och Stenungsund. År 1914 började han skriva lokalrevyer i Åmål under pseudonymen Fritz-Gustaf. Under följande decennier skrev han schlager, filmmanus, revyer, lustspel och olika underhållningsprogram i radio.
Till Göteborg kom han 1918 och fick kontakt med teatern, levererade manus och medverkade även själv i uppsättningar. År 1925 flyttade han till Kopparberg och arbetade som bagare både där och senare i Grythyttan. I Grythyttan skrev han även lokalrevyer och senare repertoar till estrad- och folkparksartister.
Revykungen Ernst Rolf anordnade 1927 en pristävlan där det gällde att skriva texter till givna melodier. Fritz-Gustaf var en av pristagarna och han fick fast engagemang hos Ernst Rolf. Efter Rolf-epoken (Ernst Rolf avled 25 december 1932) skrev han, själv eller i samarbete med andra, sångtexter till en rad filmer. Han medverkade även till manuskript för många filmer.
Fritz-Gustaf skrev även sånglustspel tillsammans med Åke Söderblom och de uppfördes bl.a. på Vanadisteatern i Stockholm och flera sångtexter inspelades på grammofon. När han samarbetade med Åke Söderblom kallade de sig för "Dom Där".
Under 1920- och 1930-talen skrev han originalrepertoar till artister som Ulla Billquist, Harry Persson, Herbert Landgren, Rut Holm, Åke Grönberg m.fl. Mindre känt är kanske att han även översatte texter till utländska schlagrar som t.ex. "Än idag gamla spinnrocken spinner" ("The Old Spinning Wheel").
Han förekom även som författare till lustspel och revyer på Blanche-teatern, Södra teatern, Folkets hus teater, Casino-teatern, Pallas, Klippans sommarteater, Vanadisteatern, Tantolundens friluftsteater, Gröna Lund-teatern, Hippodromen och Folkets hus teater i Malmö och Slottsskogsteatern i Göteborg m.fl.
Första radioprogrammet sändes i början av 1930-talet, i samarbete med Fred Winter, Nils Perne, Åke Söderblom m.fl. Programmet följdes av "Rapsodier för radio" tillsammans med Sven Sköld. Fritz-Gustaf medverkade främst 1930-1955 i radion med återkommande musikprogram samt program om gångna tiders nöjen och lokaler och om Göteborgs stadsdelar.
Fritz-Gustaf samarbetade med samtliga kända namn inom populärmusikens område i såväl Sverige, Danmark som Norge. Under de följande åren skapade han tillsammans med andra en rad kända sångtexter och melodier.
Tillsammans med Kai Gullmar skrev han 1933 sjömansvisan "På Ancora Bar" (En natt på Ancora Bar) som blev en stor succé.
Melodin "En dörr på glänt" med sångaren Nils Jolinder blev en framgång när skivan släpptes i november 1946 och hade vid nyåret sålt i 26 000 exemplar. Den inspelades även av The Andrews Sisters, då under den engelska titeln "Open Door - Open Arms".
Från 1966 och ett antal år framåt var han även verksam som föreståndare för SKAP-arkivet och anses ha gjort stora insatser för dess uppbyggnad.

## Tidiga teateruppsättningar (urval)
- 1928: Glada gossars gästspel, Amatörsalongen, Göteborg. Premiär 1 december 1928[13].
- 1930: För full fräs, Amatörsalongen, Göteborg. Premiär 1 januari 1930[13].
- 1948: Från de' ena' te' de' andra, Nya Folkan, Göteborg. Premiär 17 januari 1948[13].

## Sångtexter (urval)[14]
- 1928: Öckerövalsen
- 1928: Riala-jazzen
- 1931: Ensam på en krog i Hamburg
- 1932: Det ordnar sig alltid
- 1933: På Ancora Bar
- 1946: En dörr på glänt
- 1946: Det har kommit en båt med bananer
- 1946: Med hundra dragspel och en flicka
- 1950: En dörr på glänt

## Filmmanus och filmmusik (urval)[15]
- 1931 – En kärleksnatt vid Öresund
- 1932 – Lyckans gullgossar
- 1932 – Pojkarna på Storholmen
- 1932 – Sten Stensson Stéen från Eslöv på nya äventyr
- 1933 – Augustas lilla felsteg
- 1934 – Flickorna från Gamla sta'n
- 1938 – Storm över skären
- 1939 – Skanör-Falsterbo
- 1942 – Rospiggar
- 1944 – Nyordning på Sjögårda
- 1946 – Dalsland - hemland - turistland (även regi) [16]
- 1948 – På Dal https://www.youtube.com/watch?v=E-oUKn9xyPQ
- 1948 – Flottans kavaljerer

## Melodifestivalen(bidrag)
- 1958 – Maria Nyckelpiga (skriven tillsammans med Einar Hylin).
- 1958 – Du kan fånga din lycka (skriven tillsammans med Jocke Johansson).
- 1959 – Hösten är vår med Britt-Inger Dreilick (skriven tillsammans med Gösta Westerberg).
- 1959 – Nya fågelsången med Britt Damberg (skriven tillsammans med Sam Samson).
- 1960 – En kyss (skriven tillsammans med Albert Stenbock).
- 1963 – Zum, zum, zum lilla sommarbi (skriven tillsammans med Sam Samson).